# Вальтер Данклефф
Вальтер Данклефф (нім. Walter Dankleff; 12 листопада 1906, Мюлуз — 18 червня 1944, Ла-Манш) — німецький офіцер-підводник, оберлейтенант-цур-зее резерву крігсмаріне (1 березня 1943).

## Біографія
В лютому 1935 року вступив на флот. З вересня 1940 року — вахтовий офіцер і командир корабля навчальної флотилії при командувачі обороною Балтійського моря. З червня 1942 року — командир корабля 2-ї флотилії блокадопроривачів. В січні-червні 1943 року пройшов курс підводника, в липні-серпні — курс командира підводного човна. З 11 вересня 1943 року — командир U-767. 22 травня 1944 року вийшов у свій перший і останній похід. 15 червня потопив британський фрегат «Моурн» водотоннажністю 1370 тонн; 111 зі 138 членів екіпажу загинули. 18 червня 1944 року в Англійському каналі південно-західніше Гернсі (49°03′ пн. ш. 03°13′ зх. д.) глибинними бомбами британських есмінців «Фейм», «Інконстант» і «Гевлок». 1 член екіпажу був врятований, 49 (включаючи Данклеффа) загинули.

## Нагороди
- Німецька імперська відзнака за фізичну підготовку
- Медаль «За вислугу років у Вермахті» 4-го класу (4 роки)
- Нагрудний знак мінних тральщиків (20 листопада 1940)
- Залізний хрест
  - 2-го класу (20 квітня 1941)
  - 1-го класу (20 квітня 1942)